# Премія Гільдії кіноакторів США за найкращу жіночу роль
Премія Гільдії кіноакторів США за найкращу жіночу роль — нагорода Гільдії кіноакторів США, яку присуджують щорічно з 1995 року.

## Лауреати та номінанти
Тут наведено повний список номінантів та лауреатів.
| Лауреати виділені окремим кольором. |

### 1995–1999
| 1995                  | |
| Лауреат               | Номінанти |
| - Джоді Фостер «Нелл» | - Джессіка Ленґ «Блакитне небо» - Мег Раян «Коли чоловік кохає жінку» - Сьюзен Серендон «Клієнт» - Меріл Стріп «Дика річка» |

| 1996                          | |
| Лауреат                       | Номінанти |
| - Сьюзен Серендон «Мрець іде» | - Джоан Аллен «Ніксон» - Елізабет Шу «Покидаючи Лас-Вегас» - Меріл Стріп «Мости округу Медісон» - Емма Томпсон «Розум та почуття» |

| 1997                          | |
| Лауреат                       | Номінанти |
| - Френсіс Мак-Дорманд «Фарго» | - Бренда Блетін «Таємниці та брехня» - Даян Кітон «Кімната Марвіна» - Джина Роулендс «Зриваючи зірки» - Крістін Скотт Томас «Англійський пацієнт» |

| 1998                          | |
| Лауреат                       | Номінанти |
| - Гелен Гант «Краще не буває» | - Гелена Бонем Картер «Крила голубки» - Джуді Денч «Місіс Браун» - Робін Райт Пенн «Вона прекрасна» - Кейт Вінслет «Титанік» - Пем Грієр «Джекі Браун» |

| 1999                                  | |
| Лауреат                               | Номінанти |
| - Гвінет Пелтроу «Закоханий Шекспір » | - Кейт Бланшетт «Єлизавета» - Меріл Стріп «Справжні цінності» - Емілі Вотсон «Гіларі і Джекі» - Джейн Горрокс «Голосок» |

### 2000–2009
| 2000                                   | |
| Лауреат                                | Номінанти |
| - Аннет Бенінг «Краса по-американськи» | - Джуліанн Мур «Кінець роману» - Меріл Стріп «Музика серця» - Гіларі Свонк «Хлопці не плачуть» - Джанет Мактір «Перекотиполе» |

| 2001                             | |
| Лауреат                          | Номінанти |
| - Джулія Робертс «Ерін Брокович» | - Джоан Аллен «Претендент» - Жульєт Бінош «Шоколад» - Елен Берстін «Реквієм за мрією» - Лора Лінні «Можеш розраховувати на мене» |

| 2002                         | |
| Лауреат                      | Номінанти |
| - Геллі Беррі «Бал монстрів» | - Дженніфер Коннеллі «Ігри розуму» - Джуді Денч «Айріс» - Сіссі Спейсек «У спальні» - Рене Зеллвегер «Щоденник Бріджит Джонс» |

| 2003                      | |
| Лауреат                   | Номінанти                                                                                            |
| - Рене Зеллвегер «Чикаго» | - Сальма Хаєк «Фріда» - Ніколь Кідман «Години» - Даян Лейн «Невірна» - Джуліанн Мур «Далеко від раю» |

| 2004                    | |
| Лауреат                 | Номінанти |
| - Шарліз Терон «Монстр» | - Патріша Кларксон «Станційний доглядач» - Даян Кітон «Любов за правилами та без» - Наомі Воттс «21 грам» - Еван Рейчел Вуд «Тринадцять» |

| 2005                                         | |
| Лауреат                                      | Номінанти |
| - Гіларі Свонк «Крихітка на мільйон доларів» | - Аннет Бенінг «Театр» - Кейт Вінслет «Вічне сяйво чистого розуму» - Каталіна Сандіно Морено «Маріє» - Імелда Стонтон «Віра Дрейк» |

| 2006                               | |
| Лауреат                            | Номінанти |
| - Різ Візерспун «Переступити межу» | - Джуді Денч «Місіс Хендерсон представляє» - Шарліз Терон «Північна країна» - Фелісіті Гаффман «Трансамерика» - Чжан Цзиї «Мемуари гейші» |

| 2007                      | |
| Лауреат                   | Номінанти |
| - Гелен Міррен «Королева» | - Меріл Стріп «Диявол носить Prada» - Кейт Вінслет «Як малі діти» - Пенелопа Крус «Повернення» - Джуді Денч «Скандальний щоденник» |

| 2008                             | |
| Лауреат                          | Номінанти |
| - Джулі Крісті «Вдалині від неї» | - Кейт Бланшетт «Золотий вік» - Анджеліна Джолі «Сильне серце» - Маріон Котіяр «Життя у рожевому кольорі» - Еллен Пейдж «Джуно» |

| 2009                   | |
| Лауреат                | Номінанти |
| - Меріл Стріп «Сумнів» | - Енн Гетевей «Рейчел виходить заміж» - Кейт Вінслет «Дорога змін» - Анджеліна Джолі «Підміна» - Мелісса Лео «Замерзла річка» |

### 2010–2019
| 2010                            | |
| Лауреат                         | Номінанти |
| - Сандра Буллок «Невидимий бік» | - Гелен Міррен «Остання неділя» - Кері Малліган «Виховання почуттів» - Габурі Сідібе «Скарб» - Меріл Стріп «Джулі та Джулія: Готуємо щастя за рецептом» |

| 2011                             | |
| Лауреат                          | Номінанти |
| - Наталі Портман «Чорний лебідь» | - Аннет Бенінг «Дітки в порядку» - Ніколь Кідман «Кроляча нора» - Гіларі Свонк «Переконання» - Дженніфер Лоуренс «Зимова кістка» |

| 2012                     | |
| Лауреат                  | Номінанти |
| - Віола Девіс «Прислуга» | - Гленн Клоуз «Таємничий Альберт Ноббс» - Меріл Стріп «Залізна леді» - Тільда Свінтон «Щось не так з Кевіном» - Мішель Вільямс «7 днів і ночей з Мерилін» |

| 2013                                         | |
| Лауреат                                      | Номінанти |
| - Дженніфер Лоуренс «Збірка промінців надії» | - Гелен Міррен «Хічкок» - Джессіка Честейн «Ціль номер один» - Наомі Воттс «Неможливе» - Маріон Котіяр «Іржа та кістка» |

| 2014                     | |
| Лауреат                  | Номінанти |
| - Кейт Бланшетт «Жасмин» | - Сандра Буллок «Гравітація» - Джуді Денч «Філомена» - Меріл Стріп «Серпень: Графство Осейдж» - Емма Томпсон «Порятунок містера Бенкса» |

| 2015                         | |
| Лауреат                      | Номінанти |
| - Джуліанн Мур «Все ще Еліс» | - Дженніфер Еністон «Торт» - Фелісіті Джонс «Теорія всього» - Розамунд Пайк «Загублена» - Різ Візерспун «Дика» |

| 2016                   | |
| Лауреат                | Номінанти |
| - Брі Ларсон «Кімната» | - Кейт Бланшетт «Керол» - Гелен Міррен «Жінка в золотому» - Сірша Ронан «Бруклін» - Сара Сільверман «Я повернувся, посміхаючись» |

| 2017                      | |
| Лауреат                   | Номінанти |
| - Емма Стоун «Ла-Ла Ленд» | - Емі Адамс «Прибуття» - Емілі Блант «Дівчина у потягу» - Наталі Портман «Джекі» - Меріл Стріп «Флоренс Фостер Дженкінс» |

| 2018                                                            | |
| Лауреат                                                         | Номінанти |
| - Френсіс Мак-Дорманд «Три білборди за межами Еббінга, Міссурі» | - Джуді Денч «Вікторія та Абдул» - Саллі Гокінз «Форма води» - Марго Роббі «Я, Тоня» - Сірша Ронан «Леді-Птаха» |

| 2019                    | |
| Лауреат                 | Номінанти |
| - Гленн Клоуз «Дружина» | - Емілі Блант «Мері Поппінс повертається» - Олівія Колман «Фаворитка» - Леді Гага «Народження зірки» - Мелісса Маккарті «Чи зможете Ви мені пробачити?» |

### 2020–2029
| 2020                     | |
| Лауреат                  | Номінанти |
| - Рене Зеллвегер «Джуді» | - Синтія Еріво «Гаррієт» - Скарлетт Йоганссон «Шлюбна історія» - Люпіта Ніонго «Ми» - Шарліз Терон «Сенсація» |

| 2021                                 | |
| Лауреат                              | Номінанти |
| - Віола Девіс «Ма Рейні: Мати блюзу» | - Емі Адамс «Сільська елегія» - Ванесса Кірбі «Фрагменти жінки» - Френсіс Мак-Дорманд «Земля кочівників» - Кері Малліган «Перспективна дівчина» |